# Tatyana Heard
Pour les articles homonymes, voir Heard.
Pas d'image ? Cliquez ici

a Compétitions nationales et continentales officielles uniquement.

b Matchs officiels uniquement.
Dernière mise à jour le 6 août 2025.
Tatyana Heard, née le 14 janvier 1995 à Pise (Italie), est une joueuse internationale anglaise de rugby à XV évoluant au poste de centre. Elle joue au Gloucester-Hartpury RFC.

## Biographie
Tatyana Heard naît le 14 janvier 1995 à Pise en Italie, où son père militaire est stationné pendant deux ans. Sa famille vit ensuite dans le Maryland. Elle a cinq ans lorsque les Heard rentrent en Angleterre, à Kirkbymoorside, la ville d'origine de sa mère. Elle connait le rugby, pratiqué par son grand frère, mais elle s'y met seulement après avoir participé à un tournoi de toucher avec son école. Elle commence la pratique du rugby à XV à l'âge de onze ans, au Malton and Norton RUFC.
Victime d'une rupture des ligaments croisés à 17 ans, l'intervention chirurgicale n'est pas réussie : la rééducation est longue, et finalement une deuxième opération est nécessaire. Elle ne joue pas pendant dix-huit mois et ne connait pas les honneurs de l'équipe d'Angleterre des moins de 20 ans.
Évoluant désormais avec le Gloucester-Hartpury RFC, ses performances avec les Cherry and White lui valent une première sélection avec l'équipe d'Angleterre en 2018. Tatyana Heard devient professionnelle en 2019 et joue son premier Tournoi des Six Nations.
La pandémie de Covid-19 éclate alors que Tatyana Heard n'est plus sous contrat. Dans l'impossibilité d'exercer son activité de coach sportive, elle travaille dans la grande distribution afin de boucler ses fins de mois.
En 2022, elle a cinq sélections en équipe d'Angleterre quand elle est retenue en septembre pour disputer la Coupe du monde en Nouvelle-Zélande, où les Anglaises sont battues en finale par les Black Ferns.[réf. nécessaire] Elle reste dans l'effectif des Red Roses et remporte le Six Nations 2023.[réf. nécessaire] Puis, avec le Gloucester-Hartpury RFC, elle remporte son premier titre en Premiership.
À l'automne suivant, Tatyana Heard fait partie des trente joueuses qui repartent en Nouvelle-Zélande participer au WXV 2023. Elle enchaine avec un nouveau Grand Chelem dans le Tournoi.[réf. nécessaire] Avec son club, elle conserve le titre en Premiership.
En 2024-2025, elle réalise à nouveau ce triplé en remportant encore le WXV, la Premiership et le Tournoi des Six Nations,.
En juillet 2025, elle est sélectionnée pour la Coupe du monde en Angleterre.

## Palmarès

### En club
- Vainqueur du Championnat universitaire du Royaume-Uni en 2016.
- Vainqueur du Championnat d'Angleterre en 2023, 2024 et 2025.

### En équipe nationale
- Vainqueur du Tournoi des Six Nations en 2019, 2023, 2024 et 2025.
- Finaliste de la Coupe du monde 2021.
- Vainqueur du WXV en 2023 et 2024.